# Vanthoffite
La vanthoffite est un corps chimique minéral cristallin naturel, soit un sulfate double de sodium et de magnésium anhydre, de formule Na6Mg(SO4)4, dont la maille élémentaire appartient au système cristallin monoclinique. Elle peut s'écrire également 3(Na2SO4). MgSO4, faisant apparaître une association de sulfate de sodium ou (méta)thénardite avec le sulfate de magnésium, dans un rapport 3 pour 1.
Caractéristique des milieux d'évaporites marines, la vanthoffite forme le plus souvent une roche massive formé d'amas ou agrégats granulaires, d'éclat vitreux, fragiles et surtout friables sous pression, dévoilant ses minuscules cristaux transparents de couleur pâle ou terreuse grisâtre, souvent jaunâtre, brunâtre, rougeâtre. La roche, par sa teneur ou ses traces de sel gemme ou halite, a un goût faiblement salé et amer.

## Inventeur et étymologie
Décrite en 1902, elle a été dédiée par l'excellente école de minéralogie allemande au chimiste hollandais Jacobus Henricus van 't Hoff, alors professeur à l'université de Berlin, qui l'avait déjà étudiée avec les composants salins de mines de Stassfurt.

## Topotype
- Mine de sel et de potasse de Wilhelmshall, à Halberstadt, en Saxe-Anhalt.

## Gîtologie
Elle se rencontre surtout sous forme massive, dans les milieux de formations secondaires des évaporites marines.
Elle peut provenir aussi de dépôts de taille très réduite à proximité de plutons granitiques. Ou encore entrer dans la composition de sublimés d'évaporites au sein de scories éruptives.

### Minéraux associés
- halite, langbeinite, blödite, löweite, thénardite, sylvine, carnallite.

## Cristallographie
- Paramètres de la maille conventionnelle : a = 9,797 Å, b = 9,217 Å, c = 8,199 Å ; Z = 2 ; β = 113,3° ; V = 679,98 Å3
- Masse volumique calculée = 2,67 g cm−3, parfois 2,687 g cm−3

## Propriétés physico-chimiques
Les masses de vanthoffite tendraient à absorber une forte humidité ambiante pour se muer en mirabilite, Na2SO4·10H2O et en epsomite.
Les échantillons doivent être conservés en milieu hermétique.
La blödite et la thénardite peuvent réagir et engendrer de la vanthoffite.

## Synonymie
- Van't Hoffit(e) ou minéral de Van't Hoff[5]

## Gisements connus
Allemagne
- Topoytype de Wilhelmshall, à Halberstadt, en Saxe-Anhalt
- Mines de potasse de Berlepsch et de Douglashall, dans le district minier de Stassfurt, près de Magdebourg, en Saxe-Anhalt

 Autriche
- Mine de sel de Hall, Tyrol

 Ukraine
- Mine de Borislav

 Chine
- Dépôt potassique du « Q » Basin en plaine du Jianghan, Province du Hubei

 Inde
- District évaporitique du Bikaner, Rajasthan

 États-Unis
- Bertram Siding, Imperial Company, État de Californie
- Site d'Eddy Co., à presque 40 km de Carlsbad, État du Nouveau Mexique

 Zaïre
- Association langbeinite-vanthoffite, sublimé blanc dans des scories pourpres de l'éruption du Rugarama, à Rutshuru, province du Kivu, Congo[6]